# Rugby a 15 nel 1957
Nel 1957 il rugby a 15 vive un anno ricco di tour e di nuovi paesi che si affacciano sulla scena. Come eventi importanti ricordiamo:
- I primi match dei Barbarians all'estero e la prima loro tournée in Nord America
- Il travolgente tour della Nuova Zelanda in Australia
- Il tour dell'Australia, a cavallo tra 1957 e 1958, che passerà alla storia come il più disastroso (5 sconfitte contro le squadre del “5 nazioni”)

## Attività internazionale

### Il ritorno del rugby in Unione Sovietica
È un evento importante per il rugby. Infatti in occasione della sesta edizione del Festival Mondiale della Gioventù e degli Studenti, viene revocato il bando alla pratica del rugby , vigente in Unione Sovietica dal dopoguerra. Alcune partite si disputano tra squadre universitarie. Bisognerà però attendere il 1975 per vedere l'esordio di una nazionale sovietica.
| Mosca 3 agosto 1957 | Cecoslovacchia | 19 – 38 | Francia XV |  |

| Mosca 4 agosto 1957 | Cecoslovacchia | 11 – 12 | Romania XV |  |

| Mosca agosto 1957 | Cecoslovacchia | 9 – 35 | Llanelli RFC |  |

### Altri test
| Vilvoorde 17 marzo 1957 | Belgio | 3 – 0 | Paesi Bassi |  |

| Berlino 24 marzo 1957 | Germania | 3 – 11 | Francia XV |  |

| Colombes 14 aprile 1957 | Germania Ovest | 33 – 3 | Belgio | (Yves du Manoir) |

| Brno 5 maggio 1957 | Cecoslovacchia | 9 – 3 | Germania Ovest |  |

| Liberec 6 ottobre 1957 | Francia XV | 30 – 3 | Cecoslovacchia |  |

| Barcellona 1º dicembre 1957 | Spagna | 3 – 16 | Germania Ovest |  |

## La Nazionale italiana
Nel dicembre 1956, l'allenatore Buby Farinelli ha rassegnato le dimissioni. Viene sostituito da Giulio Fereoli nella triade con Aldo Invernici e Umberto Silvestri L'entusiasmo degli anni precedenti sta svanendo e la pesante sconfitta con la Francia segna la fine di un'epoca, malgrado l'onorevole sconfitta contro le London Counties e lo scontato successo con la Germania.
| Arbitro: | Waldron |

| |           |                                    |
| 4' m. Mauduy tr. Vannier 11' m. Darrouy tr. Vannier 44' m. Dupuy tr. Cassagne 55' m. Domenech tr. Cassagne 61' m. Maudui 65' m. Haget tr. Cassagne 73' m. Darrouy | Marcatori | 25' m. Malosti 35' c.p. Lanfranchi |

| L'Aquila 1º maggio 1957 | Italia XV | 6 – 8 | London Counties | Stadio Tommaso Fattori |

| Arbitro: | Siccardi |

|                                              |           |  |
| 9' c.p. Barbini 17' m. Navarrini tr. Barbini | Marcatori |  |

## I Barbarians
Nel 1957 la squadra ad inviti dei Barbarians ha disputato i seguenti incontri, compreso il tour in Canada e l'incontro con la selezione dell'Ulster
| Bedford 28 febbraio 1957 | East Midlands | 14 – 24 | Barbarians |  |

| Belfast 19 ottobre 1957 | Ulster Rugby | 11 – 14 | Barbarians |  |

| Leicester 27 dicembre 1957 | Leicester Tigers | 6 – 25 | Barbarians | Welford Road |

## Campionati nazionali
| Sudafrica            | Currie Cup               | Non assegnata          |
| Nuovo Galles del Sud | Shute Shield             | St. George             |
| Argentina            | Camp. di Buenos Aires    | CASI                   |
|                      | Argentino                | Capital                |
| Francia              | Campionato               | Lourdes                |
|                      | Challenge Yves du Manoir | Dax                    |
| Inghilterra          | Campionato delle Contee  | Devon                  |
| Italia               | Campionato               | Parma                  |
| Romania              | Campionato               | Grivitza Rosie         |
| Spagna               | Copa del Rey             | Club Nataciò Barcelona |